# 24 Hours of Spa 2014
24 Hours of Spa 2014 – 24-godzinny wyścig samochodowy na torze Circuit de Spa-Francorchamps w miejscowości Stavelot w Belgii. Zawody odbyły się w dniach 26–27 lipca 2014.
| Poz. | Klasa            | Nr  | Drużyna                         | Kierowcy                                                                  | Okrążeń |
| ---- | ---------------- | --- | ------------------------------- | ------------------------------------------------------------------------- | ------- |
| 1    | Pro Cup          | 1   | Belgian Audi Club Team WRT      | Laurens Vanthoor René Rast Markus Winkelhock                              | 527     |
| 2    | Pro Cup          | 77  | BMW Sports Trophy Team Marc VDS | Lucas Luhr Markus Palttala Dirk Werner                                    | 527     |
| 3    | Pro Cup          | 3   | Belgian Audi Club Team WRT      | Frank Stippler Christopher Mies James Nash                                | 526     |
| 4    | Pro Cup          | 26  | Saintéloc Racing                | Stéphane Ortelli Grégory Guilvert Edward Sandström                        | 525     |
| 5    | Pro Cup          | 86  | HTP Motorsport                  | Maximilian Buhk Maximilian Götz Jazeman Jaafar                            | 523     |
| 6    | Pro-Am Cup       | 53  | AF Corse                        | Niek Hommerson Louis Machiels Marco Cioci Andrea Bertolini                | 520     |
| 7    | Pro-Am Cup       | 79  | Ecurie Ecosse                   | Oliver Bryant Andrew Smith Alasdair McCaig Alexander Sims                 | 520     |
| 8    | Pro-Am Cup       | 52  | AF Corse                        | Steve Wyatt Craig Lowndes Michele Rugolo Andrea Piccini                   | 519     |
| 9    | Pro Cup          | 84  | HTP Motorsport                  | Harold Primat Nico Verdonck Bernd Schneider                               | 518     |
| 10   | Pro-Am Cup       | 38  | MP Motorsport AMR               | Richard Abra Mark Poole Joe Osborne Darren Turner                         | 517     |
| 11   | Pro Cup          | 63  | Black Falcon                    | Mike Parisy Adam Christodoulou Yelmer Buurman                             | 517     |
| 12   | Pro Cup          | 2   | Belgian Audi Club Team WRT      | André Lotterer Marcel Fässler Benoît Tréluyer                             | 516     |
| 13   | Pro Cup          | 7   | M-Sport Bentley                 | Steven Kane Guy Smith Andy Meyrick                                        | 516     |
| 14   | Pro Cup          | 75  | ISR Racing                      | Filip Salaquarda Fabian Hamprecht Marc Basseng                            | 514     |
| 15   | Pro-Am Cup       | 90  | Scuderia Villorba Corse         | Andrea Rizzoli Francesco Castellacci Stefano Gai Andrea Montermini        | 514     |
| 16   | Pro–Am Cup       | 10  | TDS Racing                      | Eric Clément Benjamin Lariche Nicolas Armindo Olivier Pla                 | 513     |
| 17   | Pro Cup          | 8   | M-Sport Bentley                 | Jérôme d’Ambrosio Duncan Tappy Antoine Leclerc                            | 512     |
| 18   | Pro-Am Cup       | 93  | Pro GT by Almeras               | Eric Dermont Franck Perera Marco Bonanomi Lucas Lasserre                  | 510     |
| 19   | Pro-Am Cup       | 120 | SOFREV Auto Sport Promotion     | Christophe Bourret Pascal Gibon Jean-Philippe Belloc Julien Canal         | 509     |
| 20   | Pro-Am Cup       | 4   | Belgian Audi Club Team WRT      | Jean-Luc Blanchemain Christian Kelders Fred Bouvy Vincent Radermecker     | 506     |
| 21   | Pro-Am Cup       | 54  | AF Corse                        | Duncan Cameron Alex Mortimer Matt Griffin                                 | 504     |
| 22   | Pro-Am Cup       | 116 | SOFREV Auto Sport Promotion     | Fabien Barthez Eric Debard Ludovic Badey Tristan Vautier                  | 503     |
| 23   | Pro-Am Cup       | 17  | Insightracing with Flex-Box     | Dennis Andersen Martin Jensen Jason Yeomans                               | 502     |
| 24   | Gentleman Trophy | 51  | AF Corse                        | Peter Mann Francisco Guedes Cédric Mézard Alexander Talkanitsa            | 502     |
| 25   | Pro-Am Cup       | 80  | Nissan GT Academy Team RJN      | Florian Strauss Nick McMillen Alex Buncombe Wolfgang Reip                 | 501     |
| 26   | Pro-Am Cup       | 188 | Fach Auto Tech                  | Otto Klohs Swen Dolenc Philipp Frommenwiler Martin Ragginger              | 499     |
| 27   | Pro-Am Cup       | 11  | Kessel Racing                   | Michał Broniszewski Alessandro Bonacini Marco Frezza Giacomo Piccini      | 498     |
| 28   | Gentleman Trophy | 22  | Team Parker Racing              | Ian Loggie Julian Westwood Leo Machitski Carl Rosenblad                   | 497     |
| 29   | Gentleman Trophy | 49  | AF Corse                        | Howard Blank Jean-Marc Bachelier Yannick Mallegol François Perrodo        | 497     |
| 30   | Gentleman Trophy | 350 | Duqueine Engineering            | Leonardo Gorini Gilles Duqueine Paul Lanchere Philippe Colançon           | 493     |
| 31   | Gentleman Trophy | 67  | GDL Motorsport                  | Nigel Fermer Keong Liam Lim Jean-Charles Perrin Gianluca de Lorenzi       | 492     |
| 32   | Gentleman Trophy | 42  | Sport Garage                    | Gilles Vannelet Martin Van Hove Beniamino Caccia Lorenzo Bontempelli      | 491     |
| 33   | Gentleman Trophy | 228 | Delahaye Racing                 | Pierre-Etienne Bordet Alexandre Viron Stephane Lemeret Karim Al-Azhari    | 490     |
| 34   | Pro-Am Cup       | 18  | Black Falcon                    | Vladimir Lunkin Richard Muscat Saud Turki Al Faisal Christian Bracke      | 489     |
| 35   | Pro-Am Cup       | 43  | ROAL Motorsport                 | Stefano Comandini Eugenio Amos Stefano Colombo Michela Cerruti            | 486     |
| 36   | Gentleman Trophy | 41  | Sport Garage                    | Bernard Delhez George Cabannes Michael Albert Thierry Prignault           | 484     |
| 37   | Pro-Am Cup       | 32  | Leonard Motorsport AMR          | Stuart Leonard Paul Wilson Michael Meadows Pedro Lamy                     | 475     |
| 38   | Pro-Am Cup       | 35  | Nissan GT Academy Team RJN      | Miguel Faísca Katsumasa Chiyo Masataka Yanagida Mark Shulzhitskiy         | 462     |
| 39   | Gentleman Trophy | 380 | Duqueine Engineering            | Phillipe Richard Phillipe Bourgeois Pierre Hirschi Marlène Broggi         | 456     |
| 40   | Pro-Am Cup       | 16  | Boutsen Ginion                  | Shahan Sarkissian Alex Demirdjian Chris van der Drift Michael Schmetz     | 438     |
| DNF  | Gentleman Trophy | 25  | Saintéloc Racing                | Claude-Yves Gosselin Marc Rostan Jean-Paul Buffin Philippe Haezebrouck    | 323     |
| DNF  | Pro-Am Cup       | 96  | PGF-Kinfaun AMR                 | John Gaw Phil Dryburgh Paul White Tom Onslow-Cole                         | 307     |
| DNF  | Pro-Am Cup       | 12  | TDS Racing                      | Henry Hassid Pierre Thiriet Nick Catsburg Jens Klingmann                  | 303     |
| DNF  | Pro Cup          | 19  | Black Falcon                    | Abdulaziz Al Faisal Hubert Haupt Andreas Simonsen                         | 285     |
| DNF  | Pro-Am Cup       | 23  | Lago Racing                     | Roger Lago David Russell Steven Richards Steve Owen                       | 255     |
| DNF  | Pro-Am Cup       | 14  | Emil Frey Racing                | Fredy Barth Lorenz Frey Gabriele Gardel Jonathan Hirschi                  | 232     |
| DNF  | Pro Cup          | 44  | Oman Racing Team                | Ahmad Al Harthy Michael Caine Stephen Jelley                              | 225     |
| DNF  | Pro Cup          | 98  | ART Grand Prix                  | Grégoire Demoustier Nicolas Lapierre Álvaro Parente                       | 214     |
| DNF  | Pro-Am Cup       | 82  | GT Russian Team                 | Aleksey Vasilyev Marko Asmer Kazim Vasiliauskas Florian Spengler          | 181     |
| DNF  | Pro Cup          | 66  | BMW Sports Trophy Team Marc VDS | Maxime Martin Jörg Müller Augusto Farfus                                  | 153     |
| DNF  | Pro Cup          | 99  | ART Grand Prix                  | Andy Soucek Kevin Korjus Kévin Estre                                      | 136     |
| DNF  | Pro-Am Cup       | 333 | GT Corse by Rinaldi             | Marco Seefried Vadim Kogay Rinat Salikhov Norbert Siedler                 | 87      |
| DNF  | Gentleman Trophy | 111 | Kessel Racing                   | Stephen Earle Freddy Kremer Marcus Mahy Liam Talbot                       | 75      |
| DNF  | Pro Cup          | 85  | HTP Motorsport                  | Sergey Afanasyev Stef Dusseldorp Xavier Maassen                           | 52      |
| DNF  | Pro-Am Cup       | 50  | AF Corse                        | Andrew Danyliw Simon Knap Andrea Sonvico Alessandro Pier Guidi            | 51      |
| DNF  | Pro-Am Cup       | 107 | Beechdean AMR                   | Andrew Howard Daniel Lloyd Jonathan Adam Stefan Mücke                     | 51      |
| DNF  | Gentleman Trophy | 458 | GT Corse by Rinaldi             | Alexander Mattschull Pierre Ehret Tim Müller Roger Grouwels               | 48      |
| DNF  | Pro-Am Cup       | 15  | Boutsen Ginion                  | Karim Ojjeh Olivier Grotz Frédéric Vervisch Giorgio Pantano               | 46      |
| DNF  | Pro Cup          | 101 | Von Ryan Racing                 | Shane Van Gisbergen Rob Bell Tim Mullen                                   | 40      |
| DNF  | Pro-Am Cup       | 100 | SMP Racing Russian Bears        | Viacheslav Maleev Roman Mavlanov José Manuel Pérez-Aicart Daniel Zampieri | 37      |
| DNF  | Pro-Am Cup       | 150 | Wochenspiegel Team Manthey      | Georg Weiss Oliver Kainz Jochen Krumbach Christian Menzel                 | 13      |

DNF – did not finished, nie ukończył wyścigu.